# Valentino Bompiani
Pour les articles homonymes, voir Bompiani.
Valentino Silvio Bompiani (Ascoli Piceno, 27 septembre 1898 - Milan, 23 février 1992) fut un important éditeur italien. Il fut également un écrivain et dramaturge. Il dirigea durant près de vingt ans, de 1953 à 1971 l'une des rares revues italiennes de théâtre, Sipario, avec une grande ouverture d'esprit.

## Biographie

### L'éditeur
En 1929, Valentino Bompiani fonda la maison d'édition qui porte son nom. Durant les années du fascisme, l'Italie était isolée et provinciale. Au-delà des collections littéraires, des livres d'actualité ou d'enquête, il existait un besoin inassouvi de franchir les frontières pour voir ce qui se passe ailleurs dans le monde. La maison d'édition de Bompiani s'ouvrit donc aux nouvelles voix de la littérature qui tentaient avec peine de se démarquer de l'académisme en vogue à cette époque. Elle s'ouvrit aussi aux écrivains européens, russes et américains pour lesquels le régime fasciste ne permettait pas la publication en Italie[C'est-à-dire ?].
Durant la Seconde Guerre mondiale, Bompiani commença son plus important et ambitieux projet, l'œuvre qui plus que toutes autres caractérisa sa maison d'édition, un dictionnaire des œuvres et des personnages, de tous les temps et de toute la littérature, auquel s'ajouta, quelques années plus tard, le Dictionnaire Bompiani des auteurs publié en France par Robert Laffont. Cette publication fut parrainée par la commission nationale italienne de l'UNESCO.
Après la guerre, Bompiani consolida la structure corporative de sa maison d'édition grâce à l'ajout de prestigieuses collections et grâce à l'enrichissement du catalogue avec de nouvelles propositions, sans pour autant cesser de chercher à comprendre les changements affectant la société et la culture, afin de faire des choix éditoriaux en conséquence. 
En 1972, Valentino Bompiani cède des parts de sa maison d'édition, qui est progressivement rachetée par Rizzoli.
Il publie ensuite trois livres rendant compte de son activité d'éditeur : Via privata (en français : Route privée) (1971), Dialoghi a distanza (en français : Dialogue à distance) (1986) et Il mestiere dell'editore (En français : Le Métier d'éditeur) (1988).

### Le théâtre
Valentino Bompiani fit ses débuts de dramaturge en 1931 avec L'amante virtuosa, s'orientant immédiatement vers une étude lucide et passionnée des inquiétudes et de l'angoisse de l'homme moderne.
Sa pièce maitresse est publiée en 1945 et s'intitule Albertina. Elle montre les effets malheureux de la Seconde Guerre mondiale sur les rapports de couple de deux jeunes époux divisés par cette guerre et par les hasards de la vie. 

## Distinctions
- Chevalier grand-croix de l'ordre du Mérite de la République italienne, 27 décembre 1965[1]

## Publications

### En français
- Albertina, pièce de théâtre traduite par Jacques Audiberti, Paris, Bordas, 1948, 58 p. (Suppl. à la Revue théâtrale; 8.)[2]

### En italien
Son œuvre théâtrale est publiée en trois volumes distincts :
- (it) Tre commedie d'amore, éditions Cappelli (en français : Trois comédies sur l'amour)
- (it) Tre commedie di disamore, éditions Cappelli (en français : Trois comédies sur la rupture)
- (it) Tre commedie di confusione, éditions Cappelli (en français : Trois comédies sur la confusion)

Son regard sur le métier d'éditeur, également en trois volumes :
- (it) Via privata (en français : Route privée) (1971)
- (it) Dialoghi a distanza (en français : Dialogue à distance) (1986)
- (it) Il mestiere dell'editore (en français : Le métier d'éditeur) (1988)